# Печеняни
Печеняни — село в окрузі Бановці-над-Бебравою Банськобистрицького краю Словаччини. Станом на грудень 2015 року в селі проживало 456 людей. Протікає річка Галачовка.

## Населення
| Рік:            | 1994. | 2004.   | 2014.   | 2024.    |
| --------------- | ----- | ------- | ------- | -------- |
| Кількість осіб: | 465   | 469     | 450     | 545      |
| Різниця:        |       | +0,86 % | -4,05 % | +21,11 % |

| Рік:            | 2023. | 2024.   |
| --------------- | ----- | ------- |
| Кількість осіб: | 541   | 545     |
| Різниця:        |       | +0,73 % |